# Девон (графство)
Де́вон або Девоншир (англ. Devon, МФА /ˈdɛvən/) — графство на південному-заході Англії.

## Географія
Графство має площу 6720 км².
Основні міста: Ексетер (адміністративний центр), Плімут. Курорти Пейнтон, Торкей, Тейнмаут, Ілфраком.
Річки: Дарт, Екс, Тамар.
Національні парки: Дартмур, Ексмур, пташиний заказник і заповідник морської природи Ланді в Бристольському каналі.

## Демографія
Станом на середину 2019 року населення графства становило приблизно 1 194 000 осіб.

## Історія
Девон став однією з перших областей Англії, заселених в кінці останнього льодовикового періоду. Близько 6000 років до н. е. перші мисливці та збирачі оселилися в районі Дартмура, вони вирубали велику частину дубових лісів, що росли на території нинішніх боліт. Від тих часів в Дартмурі залишилось 500 неолітичних стоянок.
У 43 році нашої ери римляни прийшли на південно-західний півострів Англії, а до 55 року вони окупували весь регіон, який населяли, згідно з дослідженнями історика Вільяма Кемден. Думноні — кельтський народ, від імені якого і пішла назва «Девон». Римляни протримали майбутнє графство під окупацією 250 років. Однак воно не так сильно зазнало римському впливу, як сусідні Дорсет та Сомерсет, головним чином римські сліди виявляються в нинішній столиці Ексетері та місті Топшемі, заснованому римлянами як морський порт.
Приблизно в 410 році римляни залишили Девон, а на основі римських поселень утворилося бритська держава Думнонія. У середині IX століття його поглинув Уессекс.
З часів норманського завоювання Англії Девон служив ареною багатьох громадянських конфліктів і військових дій — включаючи Війну Червоної і Білої троянди, повстання самозванця Перкина Варбека в 1497 році, Західне повстання (відбулося через реформації церкви) 1549, звичайно ж, не обійшла графство і Англійська революція. У 1688 році приїзд Вільгельма Оранського почав Славну революцію в Бріксемі.

## Економіка
Будучи з самого початку графством аграрної економіки, Девон, як і Корнуолл що лежить на захід нього, розвинений слабкіше, ніж інші південні графства, через спад у традиційних галузях виробництва — особливо в рибальській, добувній та сільськогосподарській. Епідемія ящура, що вибухнула в 2001 році дуже сильно пошкодила місцевому господарству.
Після того як в XIX столітті в Девон провели залізницю, в графстві процвітали приморські курорти — чому сприяли як місцевий м'який клімат, так і історична спадщина вкупі з чудовою природою. Однак з середини XX століття в країні спостерігався спад приморського туризму, і лише в останні роки[коли?] почалося деяке відродження туристичного інтересу до графства — в основному через національні парки. У 2004 році дохід від цієї індустрії склав 1,2 мільярда фунтів. У XXI століття туризм став опорою девонської економіки.
Виробляються молочні продукти і продукти вівчарства, сидр; на півдні добувають каолін, в Дарлінгтоні роблять скло, у Хонітоні — мереживо.[джерело?]

## Відомі люди
Відомі люди: Френсіс Дрейк, Джон Гоукінс, Чарльз Кінгслі, Роберт Скотт, Бректон Генрі, Едмунд Ліч.